# Liberty BASIC
Liberty BASIC — коммерческий язык программирования из семейства BASIC и среда разработки для него. Является интерпретатором и поддерживает 16- и 32-разрядные Windows и OS/2.

## Описание
Liberty BASIC был создан Карлом Ганделом на Smalltalk и выпущен его компанией Shoptalk Systems в 1992 году. Версия для OS/2 очень старая, зато бесплатная. В разрабатываемой версии 5 заявлена поддержка Windows, Mac OS X и Linux.
Этот язык рассчитан и создавался преимущественно для обучения программированию.
Среда разработки Liberty BASIC включает в себя редактор кода, отладчик, а также, в последних версиях, обозреватель интерактивных уроков.

## Особенности
- Графические возможности включают рисование графических примитивов (точек, отрезков, эллипсов…), «черепашью графику», отображение готовых рисунков из файлов в формате BMP и сохранение программно созданных изображений в файлы в этом формате, а также их временное сохранение в оперативной памяти для повторного использования в течение работы программы.
- Возможность создания анимации с помощью двумерных спрайтов, воспроизведение звуковых файлов в форматах WAVE и MIDI, а также поддержка джойстика.
- Поддержка работы с последовательным портом.
- Для работы с портами ввода-вывода (команды INP() и OUT) используется библиотека NTPort производства Zeal SoftStudio.
- Возможность вызова функций из динамически подключаемых библиотек (DLL), включая функции Windows API, существенно расширяет функционал языка (отсутствует в Just BASIC).

## Программы, написанные на Liberty BASIC
- Программа FreeForm, средство визуальной разработки оконного интерфейса для программ на Liberty BASIC, написана сообществом на этом же языке.
- Бардон Ваттс написал на Liberty BASIC среду и язык программирования для начинающих программистов, которая называется Leopard.

## Примеры кодов
Программа «Hello world»
```
print
 
"hello world"

end

```

Программа, открывающая окно с сообщением «Hello World!»
```
nomainwin

notice
 
"Hello world!"

end

```

```
nomainwin

notice
 
"Example program"
 
+
 
chr$
(
13
)
 
+
 
"Hello world!"

end

```

Программа, открывающая окно для ввода
```
nomainwin

prompt
 
"Enter your name:"
;
response$

notice
 
"Response:"
+
 
chr$
(
13
)
 
+
response$

end

```

Запуск стороннего приложения
```
nomainwin

run
 
"notepad.exe"

end

```